# جبل هبري
جبل هبري هو مخروط بركاني ومحطة تزلج سابقة بجماعة بن صميم بالمغرب، يعتبر مقصدا لهواة رياضة التزلج خلال فصل الشتاء. يبعد ب 29 كلم عن مدينة إفران، وب 18 كلم عن مدينة أزرو.

## الجغرافيا
يصل علو جبل هبري إلى 2104 متر على سطح البحر، ويقع على الهضبة البازلتية لأزرو بلأطلس المتوسط وهو مخروط بركاني بارز وخامد، مغطى بأشجار الأرز الأطلسي والسنديان. يؤرخ جبل هبري لأحدث نشاط بركاني عرفه المغرب ما بين 1,8 و0,5 مليون سنة 

## السياحة
يتحول جبل هبري لمحطة للتزلج خلال فصل الشتاء. كان مجهزا بمصاعد مقعدية شيدتها الحماية الفرنسية، ثم تعرضت للإهمال والتخريب، لكن  يستقبل جبل هبري رغم ذلك عددا مهما من السياح سنويا، وينعش اقتصاد المنطقة خلال موسم الثلوج.

## معرض الصور

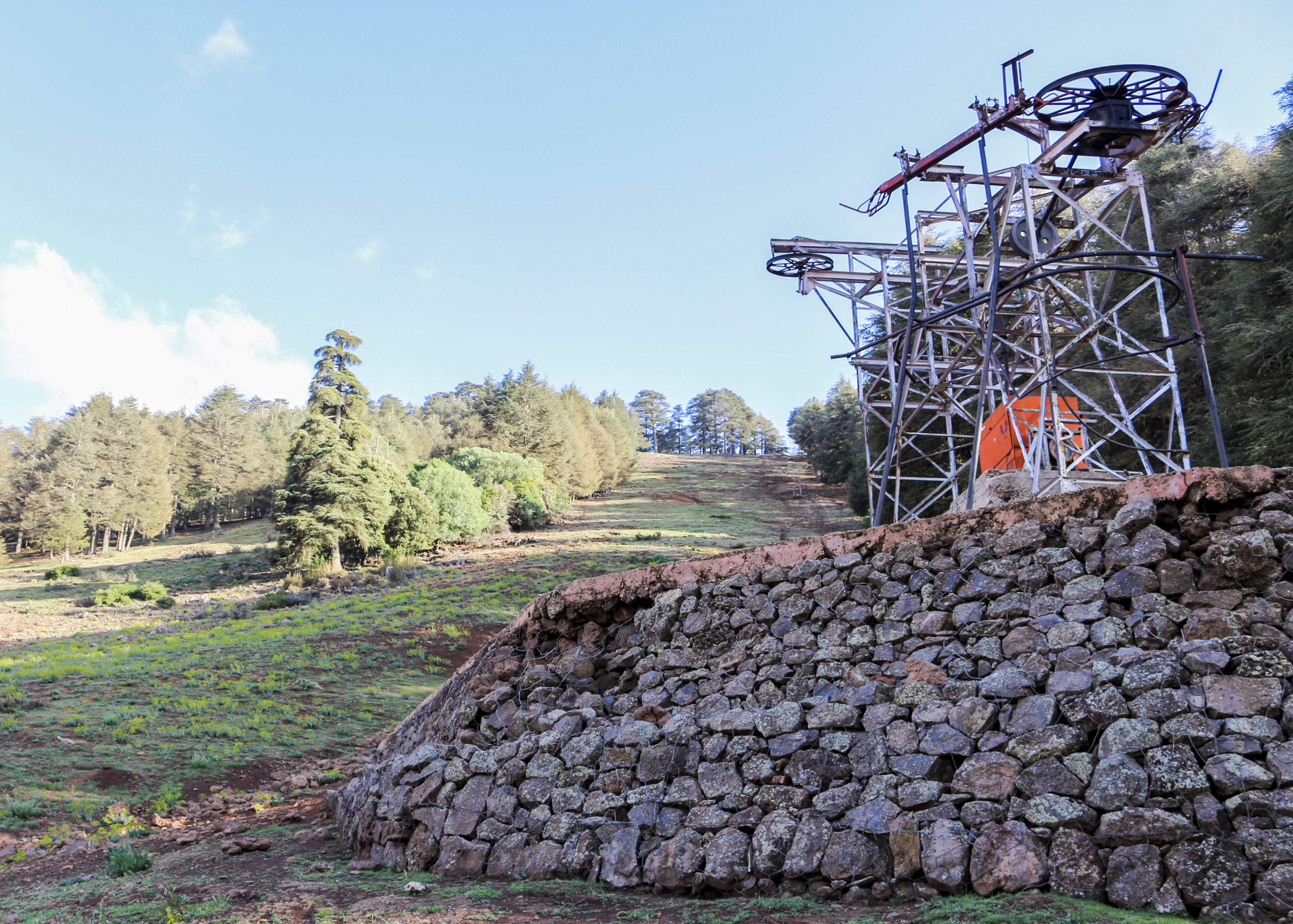
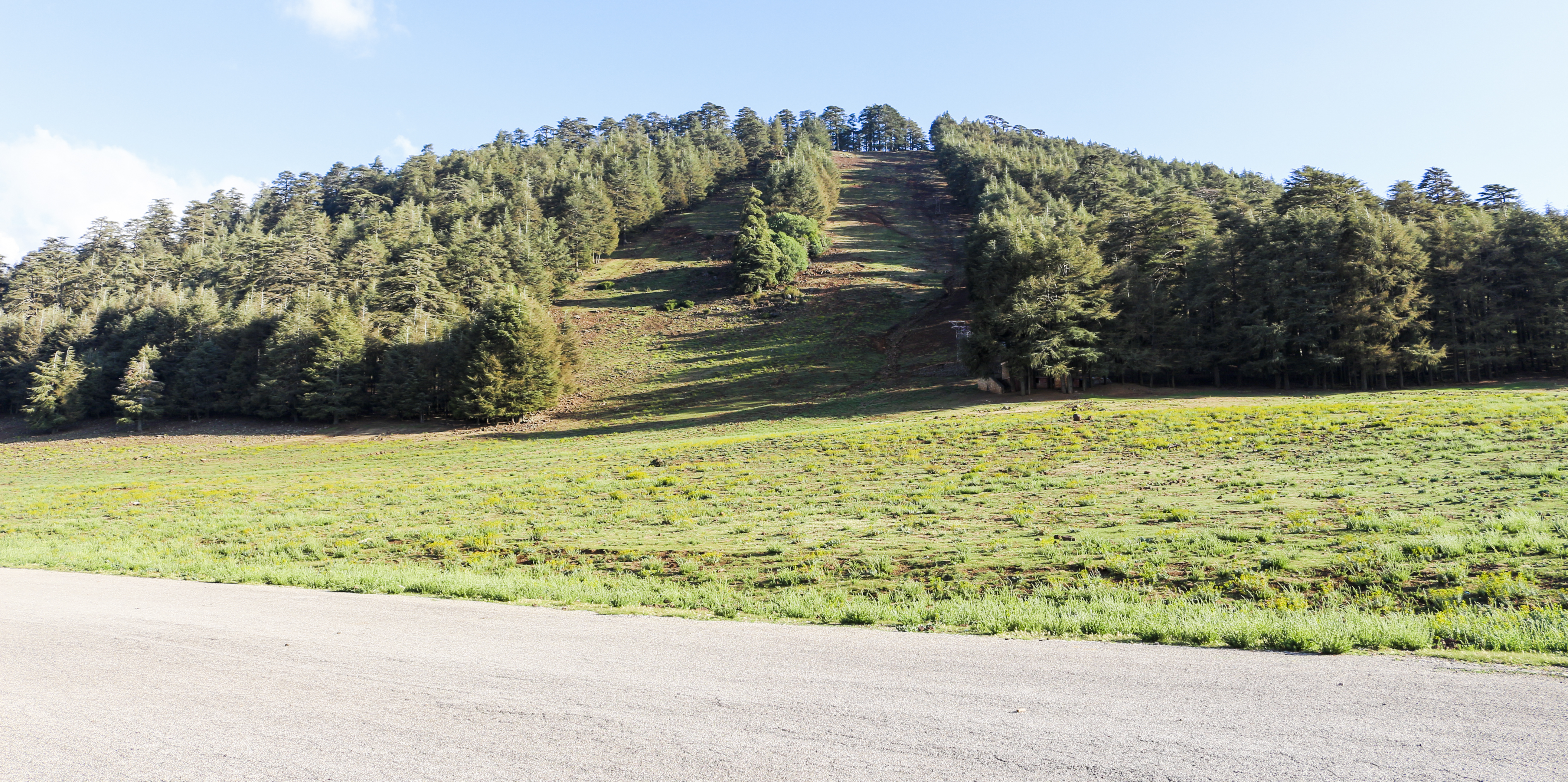
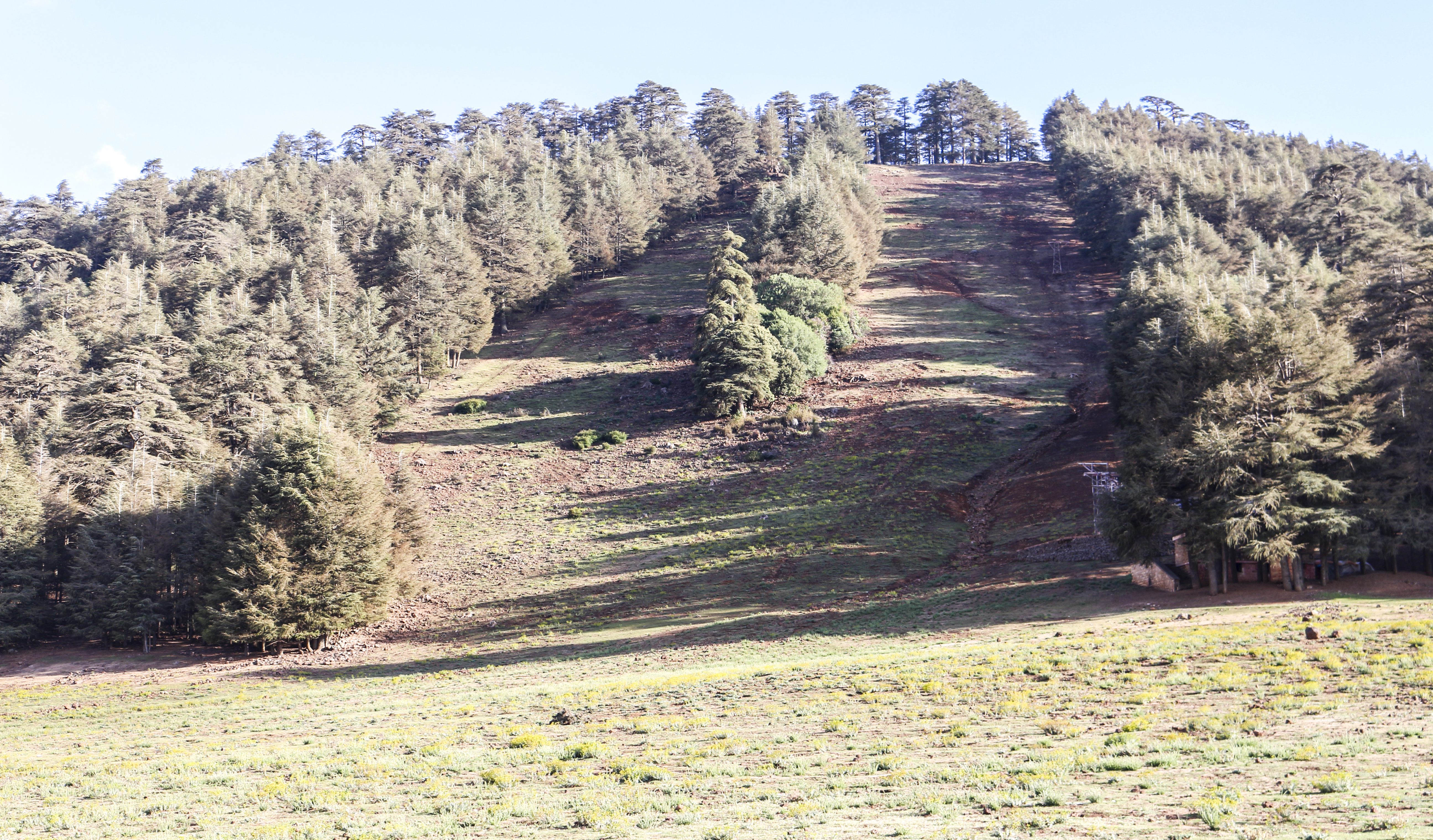
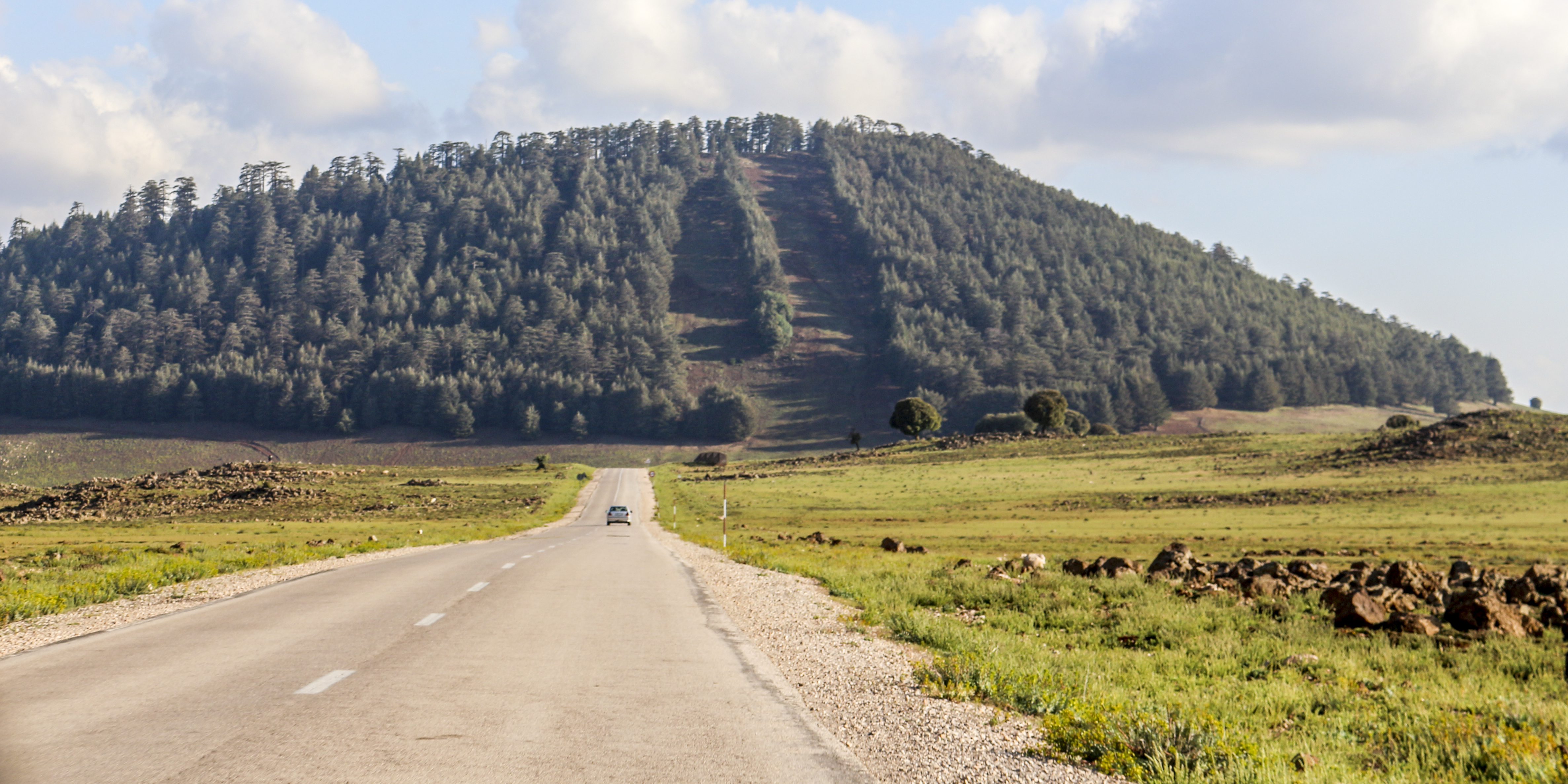

## لائحة المراجع
1. 1 2  "Lithothèque du Maroc" (بالفرنسية). 2013. Archived from the original on 2021-11-30.
2. ↑  "فوهة بركانية بجبل هبري - المغرب العلمي". scientific.ma. مؤرشف من الأصل في 2021-11-30. اطلع عليه بتاريخ 2023-07-04.
3. ↑  "إغلاق "ميشليفن وهبري" يبعد ممارسي التزحلق". Hespress - هسبريس جريدة إلكترونية مغربية. 24 يناير 2021. مؤرشف من الأصل في 2021-04-19. اطلع عليه بتاريخ 2023-07-04.
4. ↑  "جبل هبري/ ميشليفن.. اللعب في الثلج قبل نهاية العطلة (صور)". كيفاش. مؤرشف من الأصل في 2023-07-04. اطلع عليه بتاريخ 2023-07-04.
5. ↑  https://altpresse.com (28 يناير 2021). "سكان جبل هبري يستفيدون من قافلة تضامنية". موقع التبريس الاخباري. مؤرشف من الأصل في 2023-07-04. اطلع عليه بتاريخ 2023-07-04. {{استشهاد ويب}}: روابط خارجية في |الأخير= (مساعدة)